# Општина Панчешти (Бакау)
Панчешти (рум. Pănceşti) општина је у Румунији у округу Бакау.
Oпштина се налази на надморској висини од 195 m.